# Bovijoppa rufogena
Bovijoppa rufogena är en stekelart som beskrevs av Heinrich 1965. Bovijoppa rufogena ingår i släktet Bovijoppa och familjen brokparasitsteklar. Inga underarter finns listade.